# Райнвайн

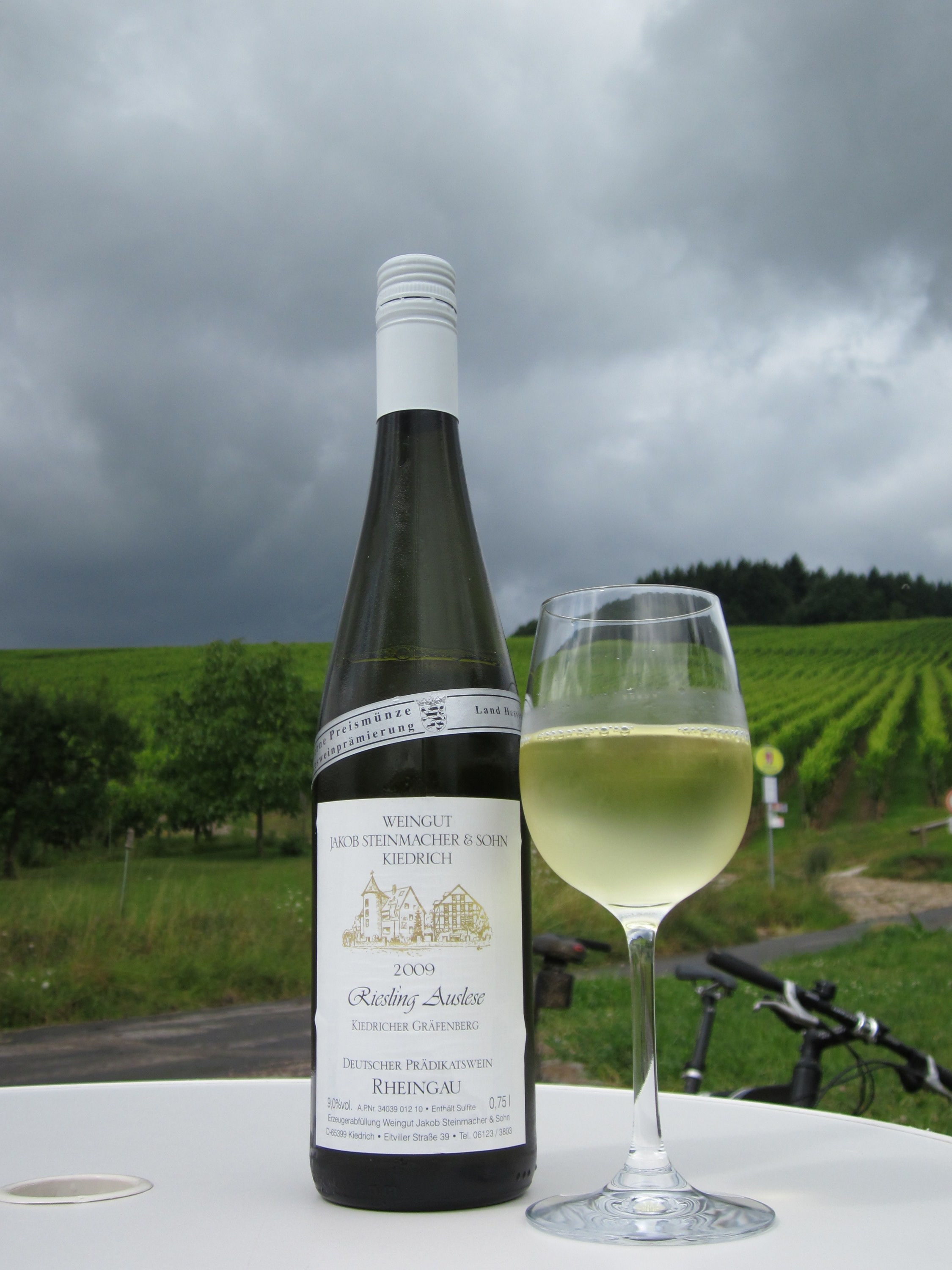
Рислінг, вироблений в Райнгау

Райнвайн (нім. Rheinwein — «рейнське вино») — загальна назва сортів вина, що вироблюють у долині Рейну.
Всесвітньо відомі вина походять з області Райнгау, що тягнеться по правому берегу Рейну від Бібриха до Лорха, де для виробництва райнвайну використовують виноград сорту рислінг. Залишаючи його на кущах (іноді до глибокої осені), виноград піддають «благородному гниттю», яке спричиняє грибок Botrytis cinerea; саме він надає вину його знаменитий смак і букет.
Рейнські вина можна поділити на три класи: до першого відносять Штейнберг (Steinberg), Рауенталь, Грефенберг, Рюдесгайм і Маркобрун (із замком Йоганнісберг), до другого — Гейзенгейм, село Йоганнісберг, Гаттенгейм, Вінкель і Фольратсберг, до третього — Ербах, Ельтвілле, Айбінген, Кідріх, Міттельгейм, Естрих, Ширштейн, Валлуф, Гальгартен і Лорх. Високоякісне червоне вино виробляють у селі Асмансгаузен.
У Британії білий райнвайн називали «hock», з XVIII ст. це слово вживали щодо будь-якого німецького білого вина. Воно являє собою скорочену форму від «hockamore», утвореного від нім. Hochheimer — «з міста Гохгайм-ам-Майн». Вино стало знову популярним у Британії з середини XIX ст. — після візиту королеви Вікторії до Гохгайма. Тоді ж «hock» стали вживати в його первісному значенні. Деякі припускають, що назва гри «хокей» пов'язане з англійською назвою райнвайну: XVIII ст. для гри замість дерев'яних куль вживали «hocky» — так здогадно звалися корки від бочок з райнвайном. Втім, основна версія пов'язує hockey зі старофранцузьким словом hoquet, hosquet («ковінька», «ґирлиґа»).